# Jotus maculivertex
Jotus maculivertex är en spindelart som beskrevs av Embrik Strand 1911. Jotus maculivertex ingår i släktet Jotus och familjen hoppspindlar. Inga underarter finns listade i Catalogue of Life.